# Biljar
Biljar ili bilijar opsežan je pojam koji označava širok spektar igara za čije je odigravanje potreban stol prekriven posebnim platnom, štap (ke) i određen broj kugli. Natjecanje može biti pojedinačno („jedan na jedan“) ili u parovima. Igrači(ce) za pomicanje kugli služe se isključivo vrhom štapa prema jasno određenim pravilima. Usprkos višestoljetnoj popularnosti biljara kao omiljene zabave i razbibrige, profesionalno doba nastupilo je tek sredinom 20. stoljeća. Osim u posebnim klubovima namijenjenim igranju raznih inačica biljara, stolovi posvećeni neformalnoj igri uz mnogo opuštenija pravila nalaze se u povećem broju kafića.
Tri su glavne podjele igre, zasnovane na svojstvima stola:
- karambol - zajednički naziv za igre na stolu bez rupa (džepova) na kojem igrač u jednom udarcu nastoji vlastitom kuglom pogoditi protivničku i zajedničku;
- igre na stolovima s rupama - u ovu kategoriju spadaju popularne osmica i devetka, kao i desetka, straight pool i ostale inačice;
- snooker - jedinstvena igra.

## Povijest
Povjesničari su složni oko činjenice da se biljar razvio na prijelazu iz četrnaestog u petnaesto stoljeće od igara koje su se odvijale na travi (odatle učestala uporaba zelene boje na biljarskim stolovima), odakle se zaključuje da su, slikovito rečeno, sportska „rodbina“ biljara golf i kroket, a „svojta“ kuglanje i boćanje. Biljar je u zatvoreni prostor prvi premjestio francuski vladar Luj XI. davne 1470. godine, a ta igra prelazi Atlantik početkom devetnaestog stoljeća.
Otprilike u isto vrijeme, 1813. godine, prvi put spominje se biljar u Hrvatskoj; igralo se na prvom katu zagrebačke kule Lotrščak. Hrvatski biljarski savez osnovan je 1992. godine, a prvi turnir organiziran je 1993. godine i nazvan „Croatia Cup“. HBS je aktivan i organizira natjecanja u svim inačicama biljara.

## Oprema
Osim kugli, štapa i stola, za neometano odvijanje igre potrebno je još nekoliko predmeta; među njima najbitniji su „trokut“, „kiks“ i pomoćni štapovi. Određeni broj profesionalaca nosi posebnu rukavicu na slabijoj ruci, odnosno onoj koja ne drži štap, u svrhu njegovog kvalitetnijeg klizanja po ruci koja stabilizira ciljanje.

### Štap
Štap (ke, fra. queue) nužan je za normalan tijek igre; igračima se dopušta udarati kugle samo njegovom kapicom (vrhom) izrađenom od tvrdo štavljene kože. Izuzevši snooker, gdje igrač tijekom čitave karijere zbog efikasnosti nastoji ne mijenjati štap, ostale inačice biljara karakterizira uporaba većeg broja štapova unutar jednog dvoboja, ovisno o prirodi udarca koji se treba izvesti. Štapovi nisu jednodjelni, nego se najčešće dva dijela spajaju na određenom mjestu. Najbolje igraće osobine imaju štapovi izrađeni od drveta (javor, jasen...) dok se po kafićima mogu često pronaći štapovi od umjetnih materijala (grafit, plastika) koji, iako skromnih mogućnosti za igru, imaju osobinu da ih je nemoguće slomiti, što je u ambijentu gdje su piće i glazba primarni sadržaji puno važnije od toga kakvi se potezi njima mogu odigrati.

#### Snooker
Kapica štapa za snooker uža je od svih ostalih; njen promjer iznosi 8,5-11 mm, što omogućuje dodatnu preciznost prilikom manevriranja bijelom kuglom. Ono što izdvaja štapove za snooker od ostalih jest činjenica da na njihovoj okrugloj dršci postoji ravna ploha koja omogućuje igraču da štap drži okrenut (oko svoje osi) uvijek na isti način, odnosno da ga zakreće tijekom igre kako bi ravnomjerno rabio vrh štapa i pravilno ga trošio. Osim toga, mjesto spajanja (najčešće) dvaju dijelova štapa udaljeno je od sredine prema dršku na 66%-75% ukupne duljine. Kvalitetni štapovi za snooker izrađuju se od drva jasena.

#### Ostale inačice biljara
Igračima osmice, devetke i sličnih inačica svojstvena je uporaba većeg broja štapova unutar jednog dvoboja. Štap za početno razbijanje kugli teži je od onog kojim se igra ostatak dvoboja, iako većina igrača ima i deblji te širi štap za „massé“ („felšane“) udarce kojima se služe i prilikom preskakanja kugli („jump shot“). Najfiniji štap koji se i najčešće upotrebljava težak je između 500 i 600 grama (18-21 unca), dok onaj za „massé“ udarce teži i do 850 grama (30 unca). Promjer kapice (vrha) „normalnog“ štapa iznosi 12,75-13,25 mm.
Štapovi namijenjeni karambolu u pravilu lakši su i kraći od ostalih; dugi su oko 140 cm (10–20 cm manje od drugih) i težine 470-520 g. Kapica je također manjeg promjera (11–12 mm), što smanjuje mogućnost pogreške prilikom manevriranja težim kuglama za karambol. Štapovi bivaju izrađeni od kvalitetnog sjevernoameričkog drva javora.

### Kugle
- ruski biljar – 68 mm
- karambol – 61,5 mm
- „američki“ komplet kugli za osmicu – 57 mm
- snooker – 52,5 mm
- britanska osmica – 51 mm.

Broj, dizajn i veličina kugli razlikuju se ovisno o inačici. Kugle za karambol većeg su promjera i dolaze u kompletu od tri ili četiri, ovisno o vrsti igre. Kugle za osmicu dolaze u „američkom“ kompletu od šesnaest; bijela, crna i po sedam „punih“ te „praznih“, a ista inačica kugli upotrebljava se i u devetki te desetki. Za odigravanje britanske osmice potrebno je šesnaest kugli manjeg promjera od onih koje se upotrebljavaju u osmici; sedam žutih, sedam crvenih (rijetko plavih) te po jedna bijela i crna kugla. Kugle za snooker najmanje su od navedenih − petnaest crvenih, šest „šarenih“ i jedna bijela kugla standardiziranog su promjera od 52,5 mm, uz dopušteni otklon od 0,05 mm.
Za razliku od bjelokosti, prijašnjeg materijala koji se upotrebljavao za izradu kugli, danas se proizvođači oslanjaju uglavnom na bakelit, celuloid, plastiku i kristalit.

### Stol
Kakve god dimenzije stola bile, širina je upola manja od duljine. Prostor predviđen za kretanje kugli na stolovima koji se upotrebljavaju za natjecanja osmice i devetke dimenzija su 9 x 4,5 stopa, odnosno približno 254 x 127 centimetara. Stolovi namijenjeni istim igrama ali unutar ugostiteljskih objekata ili vlastitih domova često su manji za jednu do dvije stope. Karambolski stolovi veći su od onih za osmicu za jednu stopu, približnih dimenzija 3 x 1,5 m.
Stolovi za snooker najvećih su proporcija, 12 x 6 stopa, odnosno 366 x 183 cm. Površina po kojoj se igra snooker brža je, dakle kugle po njoj putuju većom brzinom.
Platno po kojem se igra odvija najčešće je zelene boje, no uobičajene su i plava te crvena.

### Trokut
Trokut je uobičajeno ime za plastični, drveni ili aluminijski okvir koji olakšava slaganje kugli prije početnog udarca. Iako je u devetki devet kugli vrlo lako složiti prije razbijanja uz pomoć trokuta, taj okvir u profesionalnim natjecanjima u obliku je romba. Od 2006. godine na tržištu je tzv. Magic Rack, plastični okvir različitih oblika debljine 1,4 milimetra, koji osigurava iznimno prianjanje kugli i ne ometa njihove putanje čak ni kad prelaze nada nj. Osim pogodnosti pri slaganju kugli u početnu formaciju, ne troši podlogu poput tradicionalnih okvira.
Kugle su u osmici posložene, iz točke gledišta igrača koji se sprema na izvođenje početnog udarca, u formaciju 1-2-3-4-5. Uz crnu u sredini, međunarodna pravila nalažu da krajnja desna te lijeva kugla budu različite, odnosno „puna” i „prazna”, a sve ostale posložene nasumično. U devetki ta formacija je ponešto izmijenjena (1-2-3-2-1, devetka u sredini), dok se u desetki, relativno novoj igri, primjenjuje 1-2-3-4 (desetka u sredini trećeg reda).

### Pomoćni štapovi
U situaciji kad igrač nije u mogućnosti kvalitetno ciljati upotrebom isključivo vlastitih ruku, poseže za pomoćnim štapovima. Njihov dizajn razlikuje se; u osmici, devetki i sličnim igrama pomoćni štap najčešće ima spojen metalni produžetak u obliku slova X na drveno tijelo štapa, iako se u posljednje vrijeme izrađuju višenamjenski produžetci.
U snookeru postoje čak tri vrste pomoćnih štapova:
- „rest“ upotrebljava se u situacijama kad se bijela kugla nalazi izvan dosega igračevih ruku;
- „spider“ rabi se kad je potrebno podignuti štap zbog kugle tik ispred bijele koja ometa njeno usmjeravanje, ali to nije moguće zbog velike udaljenosti;
- „swan neck“ (labuđi vrat) namijenjen je iznimno kompliciranim situacijama kad je potrebno ujediniti već spomenute pomoćne štapove, tj. prilikom visinskog ciljanja kad je bijela kugla izvan igračeva dosega.

### Kiks
Kiks (pogrešno, ali ustaljeno: kreda) označava plavkastu tvar na bazi silikata, dakle nije ni blizu kredi koja je po kemijskom sastavu kalcijev karbonat (CaCO3). Profesionalci nanose kiks prije svakog udarca zbog povećanja trenja, a time i bitnog smanjenja mogućnosti za pogrešku prilikom ciljanja. Uobičajeno je prilikom natjecanja očistiti igraće platno nakon nekoliko igara zbog nakupine kiksa koja utječe na ponašanje kugli za stolom.

## Pravila
Karambol se igra po znatno drugačijim pravilima od svih ostalih vrsta biljara, ponajprije zbog malog broja kugli (tri ili četiri), stola bez rupa i jedinstvenog sustava vrednovanja. Da bi se ostvario bod u najpopularnijoj inačici karambola, onoj s tri kugle, potrebno je svojom kuglom dodirnuti neutralnu i protivničku u istom udarcu, ali tek nakon što je igračeva kugla dodirnula barem tri ravnine stola. Pobjednik je onaj igrač koji prvi skupi predodređeni broj bodova.
Snooker odlikuje potpuno drugačija dinamika igre; broj ostvarivih bodova u jednom frameu (partiji) varira ovisno o broju ubačenih crvenih kugli. Važan je prividan omjer prednosti/zaostatka i maksimalnog broja bodova za stolom naprema poziciji preostalih kugli. Iako se frame u praksi osvaja isključivo nagomilavanjem bodova neprekinutim ubacivanjem, ponekad je isplativije prisiliti protivnika na pogrešku iz koje nastaje izglednija prilika za stvaranje prednosti. Osim toga, igrač koji gubi razlikom većom od broja ostvarivih bodova mora prisiljavati protivnika na prekršaj, jer potonji može izgubiti samo ako prepusti bodove nedopuštenim udarcima. Prema tome, ni najveći napadači željni velikih breakova (nizova bodova) i atraktivne igre u pravilu ne pobjeđuju bez odgovarajuće obrane.
Biljar, odnosno bilo koja igra na stolu sa šest rupa, sadrži mnogobrojne varijacije na temu. Pravila su različita od igre do igre, ali sve tri najpopularnije suvremene inačice (osmica, devetka i desetka) zahtijevaju ubacivanje upravo kugle po kojoj je igra dobila ime za osvajanje svake pojedinačne partije. Prekršaji i kazne gotovo su isti; minimalne razlike nastaju zbog prirode svake od navedenih igara.

### Propozicije natjecanjâ
Snooker i karambol nisu obrađeni u ovom i sljedećem pasusu. Usprkos nekim sličnostima, poput oblika komunikacije sa sucem, snooker je pod upravom zasebnog svjetskog saveza, a oba sporta igraju se po radikalno drugačijim pravilima.
Svaki igrač dužan je poznavati i poštovati sva pravila igre. U slučaju odstupanja od službenog pravilnika, djelatnici turnira moraju ih objelodaniti svim igračima na sastanku prije početka prve utakmice.
Od igrača očekuje se prikladna, čista odjeća za vrijeme odigravanja utakmica. Jeans hlače zabranjene su objema spolovima, kao i tenisice, sandale te obične kratke majice. Natjecatelji se mogu opredijeliti između košulje (kratkih ili dugih rukava) i polo majice; u oba slučaja izbor mora biti uvučen u (obavezno duge) hlače. Obuća je rezervirana za cipele kod oba spola. Natjecateljice, s druge strane, smiju nositi istu odjeću ili pak suknju (koja mora pokriti koljena), odnosno bluzu. Sve boje odjeće dopuštene su i muškarcima i ženama, ali boja obuće mora odgovarati uzorku odjeće. Osim odjeće, sudac će provjeriti odgovara li igračeva oprema, kao i ona neutralna (pomoćni štapovi, semafor za praćenje rezultata itd.), svim traženim uvjetima.
Sudac ima glavnu i konačnu riječ za vrijeme odigravanja utakmice. Doduše, igrači smiju uložiti prosvjed višoj nadležnoj osobi, što prekida igru dok se spor ne riješi. Nadalje, sudac jedini smije dirati kugle rukama tijekom utakmice. Izuzetak je bijela u ruci nakon prekršaja. Također, jedino sudac smije namjestiti kugle u početnu formaciju. Ako jedan sudac nadgleda više utakmica istovremeno, od igračâ se očekuje jednak pristup pravilima. Funkciju suca tada preuzima igrač van stola. Ako bilo koji igrač smatra da protivnik neće adekvatno prosuditi sljedeći udarac, poziva se sudac. Ponekad igrači će se sporiti oko situacije, najčešće mogućeg prekršaja, koju nitko nadležan nije vidio. U tom slučaju, nadležna osoba dužna je učiniti sve da dođe do dodatnih informacija, uključujući uporabu tehnologije, ispitivanje vjerodostojnih svjedoka ili ponavljanje situacije što je preciznije moguće. U ekstremnim slučajevima, jedan igrač tvrdit će da je prekršaj postojao, a drugi da nije. Ako nema dogovora ni dodatnih informacija, sudac (ili bilo koji prisutni nadležnik) dužan je nastaviti igru kao da prekršaj nije postojao.
Sudac je dužan odgovarati na objektivna pitanja o igri najbolje što umije. Na primjer, igrača može zanimati na koliko je prekršaja njegov protivnik u devetki, koliko mu bodova treba za pobjedu u karambolu, kojem je pravilu podložan određeni udarac i sl. Sudačka pogreška u interpretaciji pravila nije valjan argument u slučaju prosvjeda. S druge strane, sudac ne smije davati subjektivne informacije, poput procjene je li udarac izvediv ili kako se stol „ponaša”. Treneri smiju savjetovati igrače, ali nikad toliko često ni na način da ometaju slijed igre. Ne smiju se ni približavati stolu. Svaki igrač na raspolaganju ima jedan time out po utakmici u trajanju od pet minuta.
U duhu fair playa, igrači i njihovi treneri dužni su poštovati stol, protivnika i suca. Svaki nesportski izgred, poput namjernog drugog udaranja bijele za vrijeme istog udarca ili odbijanja sjedenja u stolici za vrijeme protivnikovih udaraca, podložan je oštrim kaznama. Sudac mora imati na umu prijašnje ponašanje igrača, prijašnja upozorenja, težinu situacije i svaku možebitnu uputu na službenim sastancima prije početka natjecanja. Nadležne osobe imaju široku paletu izbora pri kažnjavanju nesportskog ponašanja.

### Prekršaji
U eight-ballu, ubacivanje osmice uz prekršaj kažnjava se istovremenim gubitkom partije, dok se partija devetke ili desetke osvaja ubacivanjem tih kugli nakon prekršaja, izuzevši treći prekršaj zaredom koji automatski gubi partiju. Osim toga, prekršaj iz početnog razbijanja u osmici ostavlja protivniku bijelu samo unutar gornje poprečne linije (odakle se izvodi početni udarac); bijela mora ostvariti kontakt s drugom kuglom izvan toga prostora. Ako igrač svejedno želi gađati kuglu iza crte, mora prvo poslati bijelu iz te ograničene zone. Sljedeći prekršaji zajednički su osmici, devetki i desetki, a kažnjavaju se „bijelom u (protivničkoj) ruci”.
- Bijelu kuglu smije se udariti isključivo vrhom štapa jednom pri udarcu. Kažnjivi su neprekidni ili dvostruki kontakt kapice i kugle. Iznimka je bijela koja dodiruje kuglu koja se treba gađati. Tada igrač smije gađati bijelu potpuno ili djelomice u smjeru te kugle mimo uobičajenog pravila. Doduše, igrač u toj situaciji mora pripaziti da istodobno ne ostvaruje kontakt s trima kuglama. Ubacivanje bijele u rupu ili njeno izbacivanje sa stola jednako je kažnjivo.
- Ako igrač ispusti štap iz ruke i postavi ga na stol u svrhu lakše procjene kuta, ili postavi ijedan predmet za određivanje kuta na stol, napravio je prekršaj. Barem jedna noga mora biti na tlu prilikom svakog udarca. Također, igrač ne smije igrati preko reda. Slučajni propust potonjeg pravila smatra se standardnim prekršajem, dok se eventualna namjera smatra nesportskim potezom. Svaki kontakt igračeva tijela ili opreme s bilo kojom kuglom, uključujući kosu i odjeću, smatra se prekršajem.
- Sve kugle moraju mirovati prije udarca. Ako se neka kugla zaustavi na samoj ivici rupe, potrebno je sačekati pet sekundi od njenog potpunog zaustavljanja. Istekom pete sekunde, udarac se smatra gotovim, a protivnik dolazi za stol čak i ako kugla upadne. Udarac za vrijeme kretnje ili vrtnje u mjestu bilo koje kugle jest prekršaj.
- Ako nijedna kugla nije ubačena prilikom udarca, tada bilo koja kugla mora dodirnuti barem jednu ravninu stola nakon kontakta bijele i željene kugle. Dakle, nije dovoljno poslati bijelu od primjerice dvije „šponde” i jedva dodirnuti neku kuglu. Ovim pravilom sprječava se odigravanje izrazito obrambenih udaraca u domeni snookera.

U slučaju više od jednog prekršaja pri istom udarcu, kažnjava se samo onaj najteži. Pravila osmice i desetke zahtijevaju najavu udarca ako igračeva namjera nije očita; igrač mora nominirati kuglu i rupu, a sudac jasno potvrditi izbor. Ostali detalji, poput kontakata s ostalim kuglama ili broja dodirnutih ravnina stola, zanemaruju se. Za ubacivanje osmice, posljednje kugle istoimene igre, igrač mora najaviti rupu gdje namjerava ubaciti crnu. Ubacivanje u bilo koju od pet preostalih rupa znači gubitak partije. Igračima smiju po svojoj volji mijenjati najavljenu rupu od udarca do udarca.

## Vanjske poveznice
|  | Zajednički poslužitelj ima još gradiva o temi Biljar |

- Hrvatski biljarski savez
- Svjetski biljarski savez